# FlatOut: Apokalipsa
FlatOut: Apokalipsa (ang. FlatOut: Ultimate Carnage) – trzecia część serii gier FlatOut, wyprodukowana przez Bugbear Entertainment. Została wydana 22 lipca 2007 roku na konsolę Xbox 360 i 1 sierpnia 2008 roku na komputery osobiste.